# Aphis comari
Aphis comari är en insektsart som beskrevs av Prior och Stroyan 1977. Aphis comari ingår i släktet Aphis och familjen långrörsbladlöss. Arten är reproducerande i Sverige. Inga underarter finns listade i Catalogue of Life.